# ホッジャトル・エスラーム
ホッジャトル・エスラーム (アラビア語 حجة الإسلام、 hujjat-ul-islām) は、イスラーム教シーア派のウラマー（聖職者）の第三位階。名称は“イスラームの証”という意味のアラビア語“フッジャトゥルイスラーム”がペルシア語に借用され音変化（i→e、u→o）を起こしたものに由来する。
ホッジャトル・エスラームは大アーヤトッラー、アーヤトッラーに次ぐシーア派ウラマーの三番目の位階であり、イジュティハードを行うことが許されるウラマー（ムジュタヒド）の中ではもっとも位階が低い。有能な聖職者は20～30代でこの資格を得る事もある。
ホッジャトル・エスラームとなるためには自分の師（アーヤトッラー以上）からイジュティハードを行うに足るだけのイスラーム法学、神学、哲学、コーラン、ハディースの知識を認められなければならない。しかしそれにとどまらず複数の師匠に師事し多くの免状を得ることで、自分の位の正当性を示すのが通例である。これはシーア派でのウラマー位階がいまだ称号の段階にとどまっていた時代の名残であるとされるが、現在のイラン・イスラーム共和国ではより近代的な形で神学校のカリキュラムが組まれており、位階の認証システムもより整備され規格化されている。

## 注記
1. ↑  イスラームでは建前としては聖職者はいないとされるが、実態としてはウラマーが他宗教における聖職者に相当する。